# Ibn Masarra
Ibn Masarra (arab. بو عبد الله محمد بن عبد الله بن مسرة بن نجيح الجبلي) (pełne imię Abu 'Abd Allah Muhammad ibn 'Abd Allah ibn Masarra ibn Najih al-Jabali) (ur. 269 A.H./883 r. w Kordobie w dzis. Hiszpanii – zm. 319 A.H./ 931 r.) – filozof muzułmański, pierwszy ważny filozof mistyczny arabskiej Andaluzji.

## Poglądy filozoficzne
Ibn Masarra był radykalnym neoplatonikiem, budującym metafizykę na neoplatońskim emanatyzmie. Do neoplatonizmu włączał syntetyzujące się z nim często już dawniej elementy manicheizmu i bliskowschodniego okultyzmu. Początek wszystkiego, co istnieje upatrywał w ezoterycznie rozumianym Prabycie, który można interpretować jako element boski, z którego wyłoniła się pierwotna materia, o charakterze duchowym i świetlistym. Materia świetlisto-duchowa wydaje z siebie kolejne emanacje - anima mundi, dusza świata, z której wyłania się duch świata przyziemnego, z którego kolejno wyłaniają się dusze wegetatywne, zwierzęce, czysto duchowe, i wreszcie dusze rozumne. Wszystkie te duchy złączone są z duchem świata za pomocą uniwersalnego prawa miłości. Prawu miłości przeciwstawia się również wywodząca się z duszy świata kierująca się prawem nienawiści przyroda, która wprowadza w Bycie wielość i zróżnicowanie.
Na tej inspirowanej manicheizmem podstawie metafizycznej Ibn Masarra utworzył także etykę i antropologię. Inspiracja manichejska polega u na wizji Bytu jako ciągłego sporu między przeciwstawnymi siłami - złem a dobrem, ciemnością a świetlistością. Pod wpływem kierowanej prawem nienawiści przyrody poszczególne dusze odwracają się od prawa miłości i jedności z duszą świata i zwracają do tego, co zewnętrzne (zwłaszcza tego, co zmysłowe - także potępienie zmysłowości stanowi tu manichejską inspirację), co jest występkiem moralnym. Dusza świata umożliwia jednak im powrót do siebie, inspirując wybrane, natchnione jednostki do wzniecania kultu religijnego. Koncepcja wybrańców tworzących kulty religijne inspirowana jest legendą otaczającą w islamie Mahometa, chociaż sama w sobie odległa jest od ortodoksji muzułmańskiej. Należy zauważyć, że filozofia Ibn Masarry nie jest jedynie czystą spekulacją o ezoterycznym charakterze, ale zawiera w sobie silny element racjonalistyczny. W odróżnieniu od tendencji czysto religijnych, opartych na fideizmie i legalizmie, mamy tu do czynienia ze zbliżoną do gnostycyzmu próbą poznania sensu rzeczywistości. Nie oznacza to jednak, by racjonalizm ten miał charakter logiczny - przeciwnie, rozum pojmuje się tu po neoplatońsku jako coś duchowego, mistycznego i zbawczego, co prowadzi do licznych niespójności i trudności logicznych - postawie takiej sprzeciwiał się zwłaszcza fideistyczny platonizm Al-Ghazalego.